# 45-й гвардейский ночной бомбардировочный авиационный полк
45-й гвардейский ночной бомбардировочный авиационный Варшавский Краснознамённый ордена Суворова полк — авиационная воинская часть бомбардировочной авиации ВВС РККА в Великой Отечественной войне.

## Боевой путь
Сформирован в середине ноября 1941 года в Омске как 680-й ночной бомбардировочный полк в составе 2-х эскадрилий У-2 и звена управления. Командиром полка назначен старший лейтенант А. А. Меняев.
В декабре 1941 года полк прибыл на действующий фронт и первоначально базировался на аэродроме Спас-Загорье. С 27 января 1942 года полк действовал на Западном фронте в составе ВВС 43-й армии. Зимой-весной 1942 года полк осуществлял воздушную поддержку войскам 33-й армии и 4-го воздушно-десантного корпуса, окруженных под Вязьмой. Летчики полка осуществляли бомбардировку войск противника, доставку продовольствия и боеприпасов, эвакуацию раненых. Особенно отличились при выполнении заданий командования командир 1-й эскадрильи лейтенант П. Г. Пуйлов, штурман эскадрильи младший лейтенант В. Л. Семаго, командир звена старший лейтенант А. К. Борщов, летчики младшие лейтенанты П. М. Клетченко, В. И. Замятин, В. Х. Гребенюк, Н. В. Иванов, М. Д. Киреев, И. В. Бекишев, стрелки-бомбардиры старшина Зотов Н. В., сержанты И. А. Горячев и И. П. Богачев.
10 февраля 1942 года из боевого вылета в район деревни Дмитровка не вернулся экипаж командира звена младшего лейтенанта Я. И. Феклина и стрелка-бомбардира старшего сержанта Б. Т. Сикора.
24 мая 1942 года переименован в 901-й ночной бомбардировочный авиационный полк в составе 213-й ночной бомбардировочной авиационной дивизии. В состава полка была включена 3-я эскадрилья под командованием старшего лейтенанта А. С. Лебедева.
В июле 1942 года лётчики полка в составе 1-й воздушной армии вылетали на бомбардировку войск противника в районе Людиново-Болхово и осуществляли поддержку наземных войск Западного фронта во время проведения Болховской операции. Особенно отличились при выполнении боевых вылетов штурман полка капитан А. В. Белонучкин, заместитель командира эскадрильи лейтенант И. С. Казанцев, командир звена лейтенант Б. Е. Скворцов, командир звена лейтенант Ф. Н. Маслов, командир звена лейтенант Н. С. Ширяев, стрелки-бомбардиры старшина Н. А. Кисляков, младший лейтенант П. С. Понамарев, старшина И. С. Шамаев, сержант Н. К. Пивень, старшина В. К. Вильчевский, старшина Г. Т. Жуков, старшина Н. В. Зотов, старшина К. Ф. Михаленко.
15 июля 1942 года при выполнении боевого задания в районе деревни Сухачево погиб экипаж лётчика лейтенанта Р. И. Гулаева и стрелка-бомбардира старшего сержанта А. С. Тамбовцева.
1 сентября 1942 года полк включен в состав 271-й ночной бомбардировочной авиационной дивизии.
В ночь на 9 сентября 1942 года при выполнении боевого задания погиб лётчик младший лейтенант П. И. Тёмный.
Во октябре 1942 года летчики полка совершили более 300 боевых вылетов на разведку и уничтожение переправ противника через реку Дон в районе хутора Стоговой, переброску продовольствия и боеприпасов наземным войскам, переброску войск к линии фронта, эвакуацию раненых. За отличное выполнение боевых заданий командования орденами Красного Знамени награждены командира полка капитан А. А. Меняев, политрук Л. П. Овсищер, командир эскадрильи лейтенант Г. И. Уразовский, летчики старший сержант Я. А. Лященко, старший сержант Б. П. Обещенко, орденом Красной Звезды награждены летчик лейтенант И. Е. Шевцов, адъютант эскадрильи лейтенант Н. А. Буйнов.
При выполнения боевого задания в районе хутора Большая Россошка в ночь на 9 ноября 1942 года ранен разрывной пулей в руку стрелок-бомбардир старшина Г. Т. Жуков.
После начала наступления войск Красной армии и окружения 6-й армии вермахта лётчики полка продолжили бомбардировку живой силы и техники противника в районе Новоалексеевки, блокирование и бомбардировку транспортной авиации противника на аэродромах Васаргино, Питомник, Россошка. При проведении звуковещания для окруженных немецких войск отличился политрук Л. П. Овсищер, которому была объявлена благодарность начальником политуправления Донского фронта генерал-майором С. Ф. Галаджевым.
Заслуги лётчиков полка в Сталинградской битве были отмечены командованием 16-й воздушной армии: орденами Красного Знамени награждены командир эскадрильи старший лейтенант А. С. Лебедев, лётчик старшина К. Ф. Михаленко, стрелок-бомбардир старшина Г. Т. Жуков, орденами Александра Невского награждён командиры эскадрильи старший лейтенант И. В. Беклишев и старший лейтенант А. К. Борщев, орденом Отечественной войны I степени награждён начальник связи эскадрильи лейтенант А. Ф. Марович, орденами Отечественной войны II степени награждены штурманы старший лейтенант А. А. Жуков, старший лейтенант В. Л. Семаго, лейтенант А. К. Чернышенко, заместители командира эскадрильи лейтенант А. Ф. Кожеванов и старший лейтенант И. С. Казанцев, командиры звена лейтенант Ф. Н. Маслов и младший лейтенант Н. н. Нетужилов, лётчики старший сержант Б. П. Обещенко, сержант А. С. Гаврилов и красноармеец Ф. А. Богомолов, орденами Красной Звезды награждены замполит эскадрильи старший лейтенант В. С. Морозов, летчики старшина И. Е. Козюра, младший лейтенант В. З. Корниленко, старшина С. К. Краснолобов, лейтенант А. П. Мартынов, старший сержант В. С. Руденко, стрелки-бомбардиры младший лейтенант Н. В. Зотов, младший лейтенант А. А. Попов, старший сержант И. С. Рындин, старшина И. С. Мамаев, сержант Б. А. Ушахин.
8 февраля 1943 года за боевые отличия, стойкость и массовый героизм личного состава, проявленные в Сталинградской битве полк преобразован в 45-й гвардейский ночной бомбардировочный авиационный полк.
Летом-осенью 1943 года полк участвовал в Орловской наступательной операции и в освобождении Левобережной Украины в составе войск Центрального фронта. Летчики полка вылетали на разведку и бомбардировку войск противника в районе населенных пунктов Кокаревка, Веревск, Маслово, Козловка, Хитрово, Нижний Муханов, Игрицкое, железнодорожных станций Глазуновка, Змиевка, Куракино, Еропкино, Суземка, Становой Колодезь, Погребы. При выполнении боевых заданий отличились заместитель командира полка гвардии капитан И. В. Бекишев, штурман полка гвардии майор В. С. Гуторов, штурманы эскадрильи гвардии капитан В. Л. Семаго и гвардии старший лейтенант А. А. Жуков, заместитель командира эскадрильи гвардии капитан И. С. Казанцев, командиры звеньев гвардии старший лейтенант Ф. Н. Маслов, гвардии лейтенант М. Д. Киреев, гвардии лейтенант И. П. Богачев, лётчики гвардии лейтенант П. С. Пономарев, гвардии лейтенант С. П. Герачимчик, гвардии младший лейтенант К. Ф. Михаленко, штурманы гвардии лейтенант Н. В. Зотов, гвардии младший лейтенант Н. А. Кисляков, гвардии младший лейтенант Н. К. Пивень, гвардии старший лейтенант В. С. Морозов, младший лейтенант В. В. Воднев.
В конце сентября 1943 года полк поддерживал сухопутные войска Белорусского фронта при форсировании Днепра и захвате плацдарма на его западном берегу. Особенно отличились лётчики полка при освобождении города Речица в ноябре 1943 года.
В январе-феврале 1944 года летчики полка вылетали на бомбардировку опорных пунктов вражеской обороны и важных транспортных узлов — города Калинковичи и Мозырь и привлекались для содействия войскам 3-й и 48-й армий при освобождении города Рогачёв.
В дальнейшем полк содействовал наземным войскам Белорусского фронта в разгроме барановичской группировки противника, одиночными самолётами уничтожал вражескую артиллерию на позициях, автотранспорт на дорогах, живую силу и технику в районе Полонечка, Ляховиче, Бытень, Слоним, железнодорожные эшелоны на станциях Мацюев, Лесная и разрушал переправы через реку Мышанка западнее Барановичей. Также занимался переброской горючего для войск и авиации на аэродром Барановичи.
В составе 9-й гвардейской бомбардировочной авиационной дивизии полк участвовал в освобождении Белоруссии.
Во время проведения Бобруйской операции в ночь на 3 марта 1944 года экипаж в составе лётчика гвардии лейтенанта Б. П. Обещенко и штурмана гвардии старшего лейтенанта Н. В. Зотова выполнял задание по фотографированию города и аэродрома Бобруйск и попал под огонь зенитной артиллерии противника. Летчик Б. П. Обещенко был смертельно ранен и самолёт потерял управление. Штурман Н. В. Зотов сумел перехватить управление самолётом и посадить поврежденный самолёт на свой аэродром. Приказом по 16-й воздушной армии № 100/н «за проявленные храбрость, мужество и отвагу, за спасение экипажа и материальной части» штурман звена гвардии старший лейтенант Н. В. Зотов был награждён орденом Красного Знамени.
Во время проведения Варшавско-Познанской наступательной операции полк отличился при овладении предместья Варшавы — Прага и за успешные действия был награждён орденом Суворова III степени. За отличия в боях 15-17 января 1945 года за освобождение Варшавы полку присвоено почетное наименование Варшавского.
На заключительном этапе войны полк участвовал в проведении Висло-Одерской и Берлинской наступательных операций и за образцовое выполнение заданий командования в боях с немецкими захватчиками при овладении городом и крепостью Познань Указом Президиума Верховного Совета СССР от 5 апреля 1945 года награждён орденом Красного Знамени.
Всего за время военных действий лётчики полка выполнили 19699 боевых вылетов.

## Награды
| Награда (наименование)             | Дата награждения                                                                             | За что получена |
| ---------------------------------- | -------------------------------------------------------------------------------------------- | --- |
| Почётное звание «Гвардейский»      | Приказ НКО СССР № 64 от 8 февраля 1943 года                                                  | За мужество и героизм личного состава, в боях с немецкими захватчиками                                                  |
| Почётное наименование «Варшавский» | Приказ НКО № 010 от 19 февраля 1945 года на основании Приказа ВГК № 223 от 17 января 1945 г. | За отличия в боях за освобождение Варшавы.                                                                              |
| Орден Суворова III степени         | Указ Президиума ВС СССР от 31 октября 1944 года                                              | За успешные действия в боях за овладение предместьем Варшавы — Прагой.                                                  |
| Орден Красного Знамени             | Указ Президиума ВС СССР от 5 апреля 1945 года                                                | За образцовое выполнение заданий командования в боях с немецкими захватчиками при овладении городом и крепостью Познань |

## Командир полка
- гвардии майор, гвардии подполковник Меняев Анатолий Александрович (ноябрь 1941 г. — октябрь 1944 г.)
- гвардии майор Аброскин Иван Фёдорович (с октября 1944 г.)
- гвардии майор Бекишев Иван Васильевич (с апреля 1945 г.)

## Управление полка
- Заместитель командира полка по лётной части:
  -  гвардии капитан Бекишев Иван Васильевич (до апреля 1945 г.)
- Комиссар полка, заместитель командира полка по политической части:
  - батальонный комиссар Терещенко
- Штурман полка:
  -  капитан Белонучкин Александр Васильевич (до декабрь 1942 г.)
  -  гвардии майор Гутарев Василий Савельевич
- Начальник химической службы полка:
  -  гвардии капитан Иванов Степан Петрович

## Штаб полка
- Начальник штаба полка:
  -  майор Гутарев Василий Савельевич
  -  гвардии майор Джангиров Кудрат Исмаилович (с декабря 1943 г.)
  -  гвардии подполковник Горбатенко Михаил Семёнович
- Заместитель начальника штаба полка по оперативно-разведывательной части:
  -  майор Гутарев Василий Савельевич
  -  капитан Овсищер Лев Петрович (июнь 1943 г. — сентябрь 1944 г.)

## Инженерная служба полка
- Заместитель командира полка по эксплуатации — старший инженер полка:
  -  воентехник 1-го ранга, гвардии инженер-капитан Косарев Павел Александрович
- Заместитель старшего инженера полка по электро-спецоборудованию:
  -  гвардии инженер-капитан Петухов Леонид Андреевич (январь — июль 1944 г.)
- Заместитель старшего инженера по вооружению:
  -  старший техник-лейтенант, гвардии капитан авиационно-технической службы Кильшток Лев Гершкович

## Медицинская служба полка
- Старший врач полка:
  -  майор медицинской службы Фролов Николай Андреевич

## Герои Советского Союза
| Награды | Ф.И.О.                      | Должность                 | Звание            | Примечания         |
| ------- | --------------------------- | ------------------------- | ----------------- | ------------------ |
|         | Мартынов, Алексей Петрович  | Зам. командира эскадрильи | Старший лейтенант | 922 боевых вылета  |
|         | Михаленко, Константин Фомич | Командир звена            | Старший лейтенант | 997 боевых вылетов |

## Наиболее отличившиеся лётчики и штурманы полка
| Награды | Фамилия, имя, отчество             | Должность                   | Воинское звание   | Совершённый подвиг |
| ------- | ---------------------------------- | --------------------------- | ----------------- | --- |
|         | Богачев Илья Петрович              | Командир эскадрильи         | Капитан           | 813 боевых вылетов |
|         | Гаврилов Александр Сергеевич       | Командир звена              | Старший лейтенант | 920 боевых вылетов |
|         | Вильчевский Василий Константинович | Штурман звена               | Старший лейтенант | 826 боевых вылетов |
|         | Воеводский Андрей Фролович         | Штурман звена               | Младший лейтенант | 460 боевых вылетов. |
|         | Жуков Гавриил Тимофеевич           | Штурман звена               | Старший лейтенант | При выполнения боевого задания в районе хутора Большая Россошка в ночь на 9 ноября 1942 г. ранен разрывной пулей в руку. Всего выполнил 554 боевых вылета               |
|         | Казанцев Иван Степанович           | Командир эскадрильи         | Капитан           | более 621 боевого вылета |
|         | Кисляков Николай Александрович     | Штурман звена               | Старший лейтенант | 717 боевых вылетов. Участник Парада Победы. |
|         | Козюра Иван Ефимович               | Штурман звена               | Лейтенант         | 835 боевых вылетов |
|         | Краснолобов Сергей Кириллович      | Штурман звена               | Старший лейтенант | 691 боевой вылет |
|         | Лосицкий Михаил Алексеевич         | Штурман звена               | Старший лейтенант | 728 боевых вылетов. Тяжело ранен при выполнении боевого задания под Сталинградом в ночь на 18 декабря 1942 г.                                                           |
|         | Маслов Фёдор Николаевич            | Командир звена              | Старший лейтенант | В ночь на 13 января 1944 г., при подходе к цели, огнем зенитной артиллерии ранен в ногу. После ампутации ноги вернулся в строй. Всего совершил более 800 боевых вылетов |
|         | Морозов Василий Степанович         | Штурман экипажа             | Старший лейтенант | 718 боевых вылетов |
|         | Овсищер Лев Петрович               | Зам. начальника штаба полка | Капитан           | 670 боевых вылетов в составе 45 ГНБАП и 44 ГНБАП |
|         | Пивень Николай Константинович      | Штурман звена               | Старший лейтенант | 734 боевых вылетов |
|         | Понукаев Алексей Павлович          | Командир эскадрильи         | Капитан           | 745 боевых вылетов в составе 719 НБАП и 45 ГНБАП |
|         | Рындин Иван Степанович             | Штурман звена               | Лейтенант         | 744 боевых вылетов |
|         | Семаго Владимир Леонидович         | Штурман эскадрильи          | Капитан           | более 624 боевых вылетов |
|         | Шамаев Иван Сергеевич              | Штурман звена               | Старший лейтенант | более 629 боевых вылетов |
|         | Шевцов Иван Евдокимович            | Командир эскадрильи         | Капитан           | 827 боевых вылетов |
|         | Уразовский Гавриил Ильич           | Командир 1-й эскадрильи     | Майор             | 713 боевых вылетов |